# Lotar z Hochstaden
Lotar z Hochstaden (zm. w 1194 w Rzymie) – biskup Liège w latach 1192–1193, kanclerz cesarski.

## Życiorys
Lotar był młodszym synem możnego hrabiego Ottona z Are-Hochstaden. Był prepozytem w Bonn i dziekanem katedralnym w Liège. 
W 1191, po śmierci arcybiskupa Kolonii Filipa z Heinsbergu, został przez kolońską kapitułę wybrany na jego następcę. Jednak pod naciskiem hrabiów Bergu został zmuszony do zrzeczenia się tej godności. W tym samym roku doszło do podwójnego wyboru na stanowisko biskupa Liège: kapituła podzieliła się na obozy popierające Alberta z Louvain oraz Alberta z Rethel. Wezwany przez oba stronnictwa do zatwierdzenia wybranego kandydata cesarz Henryk VI Hohenstauf nieoczekiwanie wyznaczył na to stanowisko 13 stycznia 1192 Lotara, mianując go jednocześnie swoim kanclerzem. Nominacja wiernego stronnika miała umocnić wpływy Henryka w tej części Rzeszy.
Lotar został uznany za biskupa tylko przez małą część kapituły, spośród miejscowych arystokratów wsparł go hrabia Hainaut Baldwin V z Hainaut, który uzyskał również cesarskie zatwierdzenie jako hrabia Flandrii. Mimo oporu księcia Brabancji Henryka I Lotar dzięki poparciu Henryka VI opanował księstwo biskupie. Jednak Albert z Louvain udał się do Rzymu i uzyskał potwierdzenie swojego wyboru przez papieża Celestyna III, a następnie, 20 sierpnia 1192, został wyświęcony na biskupa przez arcybiskupa Reims. Henryk VI w tej sytuacji przybył do Liège i skutecznie wsparł Lotara, podporządkowując sobie nawet księcia brabanckiego.
Sytuacja zmieniła się, gdy 24 listopada 1192 Albert z Louvain został zamordowany pod bramami Reims przez niemieckich rycerzy. Powszechnie oskarżano o zainspirowanie tego uczynku cesarza oraz biskupa Lotara. Zawiązała się szeroka koalicja antycesarska (m.in. z księciem brabanckim). Lotar uroczyście przysiągł, że jest niewinny, jednak nie dano temu wiary, a papież Celestyn III ekskomunikował go i pozbawił stanowiska. W tej sytuacji Lotar opuścił Liège i udał się do Rzymu aby błagać o rozgrzeszenie. Tam też zmarł w 1194.